# Athabasca (città)
Athabasca è una città del Canada situata nella provincia dell'Alberta.

## Geografia fisica
La città sorge sulla riva meridionale del fiume Athabasca, 146 km a nord di Edmonton, la capitale dell'Alberta.

## Storia
Il primo insediamento nel territorio dell'attuale città avvenne nel 1877 quando gli uomini della Compagnia della Baia di Hudson crearono un avamposto sulle sponde del fiume Athabasca da utilizzare come scalo per i traffici commerciali. Il nome dell'insediamento era originariamente Athabasca Landing, fu cambiato nel 1913 assumendo l'attuale denominazione. Il principale sviluppo della città avvenne a partire dal 1910 quando si registrò una forte espansione edilizia inoltre, a partire dagli anni venti del XX secolo, la popolazione aumentò grazie all'immigrazione proveniente dall'Europa.

## Società

### Evoluzione demografica
Secondo i dati del censimento del 2011 la popolazione ammonta a 2990 unità. Gli abitanti risultano in aumento rispetto alla precedente rilevazione, infatti nel 2006 i residenti erano 2580.

### Etnie e minoranze straniere
All'interno della popolazione di Athabasca vi è una rilevante presenza di immigrati provenienti dall'Ucraina, questo ha influenzato diversi aspetti della vita cittadina tra cui la cucina locale.

## Cultura
Dal 1984 la città è la sede della Athabasca University, un centro universitario specializzato nella formazione a distanza.

## Economia
Le principali attività economiche sono quelle legate alle risorse naturali della regione: lavorazione del legno ed estrazione di petrolio e gas naturale. Un ruolo importante è svolto anche dall'agricoltura e dall'allevamento, la zona produce soprattutto grano, bovini e prodotti derivati.

## Infrastrutture e trasporti
La città è collegata ad Edmonton tramite la Alberta Highway 2 e a Fort McMurray dalla Highway 63, le altre principali vie di accesso sono le highway 55 e 813.
Athabasca è servita da un aeroporto cittadino dotato di una pista d'atterraggio asfaltata lunga oltre 1 km (Codice ICAO: CYWM). La città è raggiunta anche dagli autobus della Greyhound Lines.